# Jürgen Kerber (Musikverleger)
Jürgen Kerber (* 27. September 1960 in Schweinfurt) ist ein deutscher Musikverleger und Produzent. Er zeichnet verantwortlich für weit über 300 CD-Produktionen und für über 1.000 Events.

## Leben
Jürgen Kerber veröffentlichte seine erste Schallplatte 1980 unter dem Projektnamen JESSY AND RUFUS. 1988 gründete Jürgen Kerber den JK Musikverlag (ab 2000 JAY KAY Music), der heute in Burgliebenau seinen Sitz hat.